# Kahoolawe

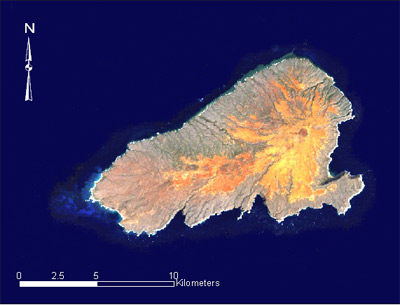
Hình ảnh từ vệ tinh của Kahoʻolawe

Vị trí Kahoʻolawe tại Hawaii

Kahoʻolawe (phát âm /kəˌhoʊ.əˈlɑːwiː/ trong tiếng Anh, (kəˈhoʔoˈlɐve) trong tiếng Hawaii) là hòn đảo nhỏ nhất trong tổng số 8 hòn đảo chính của quần đảo Hawaii. Đảo có vị rí cách 11,2 km (7 mi) phía tây nam của đảo Maui ở phía đông nam của đảo Lānaʻi, chiều dài là 18 kilômét (11 mi) còn chiều rộng là 9,7 kilômét (6,0 mi) với tổng diện tích là 115,5 kilômét vuông (44,6 dặm vuông Anh). Điểm cao nhất là miệng núi lửa Lua Makika của chuỗi núi lửa Puʻu Moaulanui, độ cao 450 mét (1.480 ft) trên mực nước biển. Hòn đảo này là tương đối khô hanh (lượng mưa trung bình hàng năm là ít hơn 65 cm, vì mất đi lượng mưa từ gió mậu dịch phía đông bắc và nằm trong bóng mưa của phía đông ngọn núi lửa Haleakala của Maui 3.055 mét (10.023 ft). Hơn một phần tư đất đai tại Kahoʻolawe đã bị thoái hóa.
Kahoʻolawe vốn luôn luôn có dân cư thưa thớt do thiếu nước ngọt. Bắt đầu từ Thế chiến II, đảo đã được sử dụng như là một sân tập và đã có nhiều vụ đánh bom của quân đội Hoa Kỳ. Sau nhiều thập kỷ của khu quân sự bị đóng cửa, và hòn đảo này đã được chuyển giao cho Bang Hawaii vào năm 1994. Cơ quan lập pháp bang Hawaii thành lập Cơ quan Bảo vệ đảo Kahoʻolawe dự trữ để phục hồi và giám sát hòn đảo và vùng biển xung quanh. Ngày nay, Kahoʻolawe chỉ có thể được sử dụng các hoạt động tinh thần, văn hoá bản địa Hawaii, và các mục đích sinh hoạt. Cục Điều tra Dân số Hoa Kỳ xếp Kahoʻolawe thuộc quyền hành chính của Quận Maui, Hawaiʻi. Hòn đảo không có cư dân thường trú.